# Radkov (Žďár nad Sázavou-i járás)
Radkov település Csehországban, a Žďár nad Sázavou-i járásban. Radkov Strážek, Pikárec, Horní Libochová, Dolní Libochová és Moravec településekkel határos. Lakosainak száma 167 fő (2024. január 1.).

## Népesség
A település lakosságának változását az alábbi diagram mutatja:
| Lakosok száma | 371  | 292  | 319  | 207  | 211  | 178  | 175  | 175  | 160  | 167  |
|               | 1869 | 1890 | 1921 | 1950 | 1980 | 2001 | 2017 | 2019 | 2022 | 2024 |